# Aleksandr Tymiński
Aleksandr Iwanowicz Tymiński (ros. Александр Иванович Тыминский; ur. 4 kwietnia 1884 w Mostach, zm. 15 lutego 1959 w Kownie) – rosyjski nauczyciel i działacz społeczności rosyjskiej na Litwie, dyrektor Gimnazjum Rosyjskiego (1920-1940), radny Kowna, wykładowca Kowieńskiego Instytutu Politechnicznego.

## Życiorys
Urodził się na Grodzieńszczyźnie w rodzinie nauczycieli. Wykształcenie uzyskał w gimnazjach w Chełmie i Warszawie oraz na Politechnikach: Warszawskiej i Petersburskiej. Po odsłużeniu wojska w Syberyjskim Pułku Strzeleckim, pracował jako nauczyciel historii i geografii w szkole handlowej w Tomsku. W 1911 uzyskał tytuł naukowy magistra ekonomii, podejmując pracę w ministerstwie finansów. W 1914 zmobilizowany do wojska, walczył w I wojnie światowej.
W 1918 osiedlił się w Kownie, gdzie mieszkali jego rodzice. Pracował jako nauczyciel w szkole handlowej, działając jednocześnie na rzecz rosyjskiej społeczności na Litwie. Pisywał do rosyjskiej prasy, był także inicjatorem powstania Gimnazjum Rosyjskiego w 1920, którego został dyrektorem – funkcję tę pełnił do września 1940. Był organizatorem zjazdów nauczycieli rosyjskich, jakie odbyły się w Kownie w latach 1926 i 1928. Zasiadał w Radzie Miejskiej Kowna, gdzie bronił prawa do posługiwania się podczas obrad językiem rosyjskim. W latach 30. pełnił obowiązki dyrektora oddziału kowieńskiego Komitetu Nansenowskiego, pomagał m.in. uchodźcom z Czechosłowacji na przełomie 1938 i 1939.
Po wkroczeniu na Litwę wojsk sowieckich w 1940 oraz likwidacji gimnazjum, nauczał języka rosyjskiego w szkole technicznej, podczas okupacji niemieckiej był nauczycielem rosyjskiej szkoły podstawowej. W latach 1942–1943 aresztowany i wywieziony do obozu w Prawieniszkach. Po zakończeniu wojny pracował jako nauczyciel w technikum oraz tłumacz dokumentów i prac związanych z Prusami Wschodnimi. Był nauczycielem historii i geografii w X szkole średniej miasta Kowna. Prześladowany przez NKWD, został w 1947 zwolniony z pracy z powodów politycznych, jednak wkrótce rozpoczął wykłady w Katedrze Języka Rosyjskiego Kowieńskiego Uniwersytetu Państwowego przekształconego w 1950 w Kowieński Instytut Politechniczny. W 1955 uzyskał stopień kandydata nauk pedagogicznych, podejmując w 1957 pracę na Politechnice Kowieńskiej.
Imieniem Tymińskiego nazwano działającą do niedawna rosyjskojęzyczną szkołę w Kownie.